# جون ونستون جونز
جون ونستون جونز (بالإنجليزية: John Winston Jones)‏ (و. 1791 – 1848 م) هو سياسي، ومحام من الولايات المتحدة الأمريكية .